# 무기고 (스타크래프트)
무기고(영어: Armory)는 스타크래프트 종족인 테란의 건물이다. 테란의 고급 건물 중에 하나이다.

## 특징
무기고는 스타크래프트와 스타크래프트 리마스터에선 Armory란 영단어를 그대로 한글로 음역한 아모리라고 불리며 스타크래프트 2에서는 한국어로 번역한 무기고라고 불린다. 테란 메카닉 지상 유닛들인 벌처, 시즈 탱크, 골리앗과 메카닉 공중 유닛인 레이스, 드랍십, 사이언스 베슬, 배틀크루저, 발키리의 공격력, 방어력 업그레이드를 수행하는 건물이다. 무기고가 있어야 팩토리에서 골리앗, 스타포트에서 발키리의 생산이 가능하며 팩토리의 애드온 건물인 머신샵에서 골리앗의 사거리 증가 업그레이드인 카론 증폭기 연구를 할 수 있다. 무기고는 메카닉 테란이나 스카이 테란을 갈 때는 매우 중요한 건물로 활약하며 그래서 테테전, 테프전에선 테란 유저들이 필수로 지어주는 건물이 된다. 테저전에서도 메카닉 테란을 갈 때나 바이오닉 테란이여도 같이 사용하는 시즈 탱크의 업그레이드가 중요할 때는 무기고를 지어준다. 무기고를 짓는데 필요한 선행 건물은 팩토리이다. 무기고를 짓는데 필요한 가격과 시간은 미네랄:100원, 가스:50원, 건설 시간:80초이다. 건물의 능력치는 체력:750, 기본 방어력:1이다. 기본적으로 공격력과 방어력 업그레이드는 1씩만 요구 건물이 없이 가능하고 2단계, 3단계의 공격력과 방어력 업그레이드를 하려면 사이언스 퍼실리티가 필요하다. 스타크래프트 2에서는 과학 시설이 삭제된 되신 무기고가 공격력, 방어력 2단계, 3단계의 업그레이드 요구 조건 건물 그자체이기 때문에 짓기만 하면 바로 3단계의 최종 공격력, 방어력 업그레이드가 가능하며 공학 연구소도 무기고만 지어주면 바로 2단계, 3단계의 공격력 업그레이드가 가능하다. 또한 건설 시간도 전작과 달리 65초로 짧아졌으며 기본 방어력도 1에서 3으로 올랐다. 대신 가격은 미네랄이 150원으로 상향되어 전작보단 비싸졌는데 이는 무기고 자체가 테란 유닛들의 공격력, 방어력 2단계, 3단계 업그레이드의 조건인 건물로 변경되었기 때문에 무기고를 짓기만 하면 전작과는 달리 바로 제한없이 2단계와 3단계의 최종 업그레이드까지 가능하게 바뀌었고 건물의 전반적인 능력치까지 상승된만큼 가격도 약간 오른 것이 된다. 스타크래프트 2에서는 테란의 최종 테크 지상 유닛 중에 하나인 토르는 무기고를 지어줘야 군수공장에서 생산이 가능하다.

## 같이 보기
- 스타크래프트
- 테란